# 饗宴 (クセノポン)
『饗宴』（きょうえん、希: Συμπόσιον, シュンポシオン、英: Symposium）は、クセノポンによるソクラテス関連著作の1つ。

## 概要
クセノポンがまだ幼少期だった頃（紀元前422年）に催されたとされる饗宴について、「クセノポン自身」が「饗宴の出席者」として見聞きしたものを描くという体裁になっているため、『ソクラテスの思い出』『ソクラテスの弁明』のような確度の高いソクラテスの言行録ではなく、（クセノポン自身の見聞きした実際のソクラテス像や伝聞情報がいくらか反映されているにしろ）『家政論』と同じく、「それなりに虚構性の高い内容の思想書」と呼ぶべき作品となっている。
クセノポンがあえてソクラテスの名を用いて、しかも『ソクラテスの弁明』と同じくプラトンの同名作品（『饗宴』）に被せる格好で、こうした作品を書いた理由としては、『ソクラテスの弁明』の場合と同じく、プラトンが描くソクラテス像が、実像とかけ離れてしまっていることに対する対抗措置・修正措置という面を挙げることができる。（『家政論』もまた、一説にはプラトンの『国家』に対するアンチテーゼだと言われている。）
また、冒頭の「立派（美善）な人々の、真面目な行いのみでなく、遊びでなされる行いもまた、記憶されるに値すると私には思われる」という一文から察せられるように、酒が入った饗宴という場面設定だからこそ、他では書けないような一味違った含蓄・価値のある踏み込んだ言動・思想について書くことができるという、クセノポン自身の考えが反映されたものだとも言える。

## 構成

### 登場人物
- ソクラテス
- カリアス（カリアス3世） - ヒッポニコス3世の息子。アテナイ随一の富豪。本作の饗宴の主催者。ソフィスト達のパトロンとして知られ、その邸宅はプラトンの『プロタゴラス』の舞台にもなっている。ソクラテスの仲間であるヘルモゲネスは彼の異母弟。
- アウトリュコス - カリアスの恋人である美少年。後に活躍するパンクラティオン選手。
- リュコン - アウトリュコスの父親。ソクラテスの告発者の1人である演説家代表のリュコンと同一人物であるかは不明。
- 道化者ピリッポス - 飛び入りで饗宴に参加した道化者。
- あるシュラクサイの者 - カリアスによって雇われた饗宴のための芸人一座の長。
  - 笛吹き女
  - 曲芸ができる踊り娘
  - 竪琴と踊りが上手い美少年
- アンティステネス - ソクラテスの仲間（弟子）の1人。キュニコス派の祖。
- カルミデス - ソクラテスの仲間（弟子）の1人。プラトンの叔父。後に三十人政権に加担。
- ニケラトス - 将軍ニキアスの息子。後に三十人政権下で処刑される。
- クリトブロス - ソクラテスの仲間（弟子）の1人。クリトンの息子。本作および『家政論』の記述などから容姿端麗かつ裕福であることが分かる。
- ヘルモゲネス - ソクラテスの仲間（弟子）の1人。富豪カリアスの異母弟だが、非嫡出子で父親（ヒッポニコス3世）の遺産を相続できなかったため貧しい。クセノポンの『ソクラテスの弁明』は、彼からの伝聞に基づく。

### 場面設定
紀元前422年夏の大パンアテナイア(パナテナイア)祭における、パンクラティオン競技での恋人アウトリュコスの勝利を祝うため、富豪カリアス（カリアス3世）がアテナイの外港ペイライエウスにある別荘で催した饗宴を舞台とし、その始まりから終わりまでが描かれる。

### 章別
全9章から成る。
文量と内容から言えば、第4章と第8章が作品の中核的な部分であり、第2章と第5章がそれに次ぐ含蓄のある部分だと言える。
- 第1章 - 招待と開宴。
- 第2章 - 余興と雑談。
- 第3章 - 各自の誇りを披露。
- 第4章 - 各自の誇りの内容の検討。
- 第5章 - ソクラテスとクリトブロスの美を巡る論争。
- 第6章 - ヘルモゲネス、シュラクサイの男、ピリッポスの無作法。
- 第7章 - ソクラテスによる芸人一座への演目変更要求。
- 第8章 - ソクラテスによる愛についてのカリアスへの演説。
- 第9章 - 性的演目と終宴。

## 内容
余興の芸人一座が次々と演目を繰り広げていく饗宴を舞台に、参加者たちが雑談・猥談を交えつつ哲学的な議論を行う。
各自の誇りとするものを述べ合い、それらの吟味をしていく流れから派生して、ソクラテスとクリトブロスの美を巡る論争や、ソクラテスによるカリアスに向けた愛についての演説などが行われる。
内容的には、プラトンの『饗宴』はもちろん、『パイドロス』等との関連性も見られる。

### 第1章

#### 導入
クセノポンの「立派（美善）な人々の、真面目な行いのみでなく、遊びでなされる行いもまた、記憶されるに値すると私には思われる」の一文から文章は始まる。
紀元前422年の大パナテナイア祭にて、富豪カリアスは、パンクラティオンで勝利した恋人である少年アウトリュコスと、その父親リュコン、またニケラトス等と共に、競馬を見物し、それが終わると、饗宴を開くため、外港ペイライエウスにある自身の別荘へ皆と向かった。
途中でカリアスは、ソクラテス、クリトブロス、ヘルモゲネス、アンティステネス、カルミデスが一緒にいるのを見かけ、彼らも饗宴に招待することにした。

#### 開宴
集まった皆は寝椅子に横たわり、少年アウトリュコスは、父親のそばに座った。皆は少年アウトリュコスの美しさに見惚れつつ、静かに食事を摂っていた。

#### 道化者ピリッポスの飛び入り
すると道化者ピリッポスが戸を叩き、饗宴の食事に与れるよう懇願してきた。カリアスも受け入れ、道化者ピリッポスも饗宴に参加することになった。
道化者ピリッポスは自身の役割を果たすべく、盛んに面白いことを言おうとしたが、ウケが悪いと明らかに気を悪くし、遂には食事をやめ、服で自分の顔を覆って伏せ込んでしまった。
カリアスが声をかけると、道化者ピリッポスは泣きながら、笑いを取れない自身の不甲斐なさを嘆いた。皆が彼を慰める中、その光景を見ていたクリトブロスが大笑いしたので、道化者ピリッポスは機嫌を直し、食事を再開した。

### 第2章

#### 酒宴と芸人一座
食事が終わり、酒盛りが始まった。すると、カリアスに雇われた芸人一座の長であるシュラクサイの男が、笛吹き女、踊り娘、竪琴の美少年と共にやって来て、芸を披露した。

#### 「香り(匂い)」について
ソクラテスが食事と芸のもてなしが完璧だとカリアスを讃えると、カリアスは香料も持ってくるか尋ねる。ソクラテスは提案を拒否し、衣服と同じく香料も、男と女では別のものがふさわしいし、また女であっても若い女は（良い体臭がするので）香料は必要ないし、男であっても自由人の男たちが体育場でまとうオリーブ油の香りは、女にとっての香料よりも快いと主張する。
リュコンが「自分たちのような年配の人間は、何の匂いがすべきだろうか」と問うと、ソクラテスは「立派な善いこと（徳）の匂い」だと答える。リュコンが「それはどこで手に入れられるのか」と問うと、詩人テオグニスの詩を引用しながら、「善い人々と交わることである」と答える。
リュコンが息子アウトリュコスに、今の話を聞いていたかと問うと、ソクラテスが「聞いていただろうし、既にパンクラティオンで優れた教師に教わるという経験をしているのだから、「立派な善いこと（徳）」に関しても同じようにできるだろう」と代わりに答える。
その後、多くの者が、その「立派な善いこと（徳）」に関して、教師をどこで見出せるのか、教え得るのか否か等、様々な発言をしたが、ソクラテスが議論の余地のあることだから別の機会にしようと遮り、次の演目の準備をして待っている踊り娘へと皆の注意を向ける。

#### 「女・妻」について
踊り娘が笛に合わせて複数の輪を上に放ってジャグリングをすると、ソクラテスは感心して、女性は肉体的な力強さは不足するが、本性（知性）においては男性に劣らないのは明らかであり、妻に知っておいてもらいたいことは何でも妻に教えるよう主張する。
するとアンティステネスが、ではなぜソクラテス自身は妻クサンティッペを教育せず、世の中で最も扱いづらい女性にしたまま、生活を共にしているのかと問う。
ソクラテスは、それは乗馬の訓練と一緒で、最も扱いづらい人間に耐えられれば、他の人間と一緒にいるのが容易になるからだと答える。

#### 剣の輪くぐり
続いて、剣が内側を向いて並べられている輪を、踊り娘が宙返りしながら外から内、内から外へと出入りする演目が披露される。
それを見てソクラテスは、アンティステネスに、「これを見た者は、勇気が教えられるものであることを、絶対否定しないだろう」と述べた。アンティステネスは「それならシュラクサイの男も、この踊り娘を国全体に示して、アテナイ人が彼に金を払うなら、全てのアテナイ人を槍に向かって進む勇気のある者にすると、公言するのが良いのではないか」と応じる。道化者ピリッポスもそれに同意し、臆病な民衆扇動家であるペイサンドロスがそれを学んでいるのを、見学してみたいものだと応じる。

#### 「踊り」について
続いて、竪琴の美少年が踊り始める。するとソクラテスは、その美しく均整のとれた踊り姿を見て、シュラクサイの男にその踊りを学びたいと言い出し、それを聞いて全員が笑う。
ソクラテスは真面目な顔で、皆が笑うのは、自分（ソクラテス）が、
- 健康を望むからなのか
- 食事や睡眠をより快適にしたいと望むからなのか
- 体全体をバランスのとれたものにしようとするからなのか
- 一人で狭い部屋でこっそり運動する様を想像してなのか
- 大きいお腹を程よくへこませたいと思うからなのか

と、踊りの効用を挙げながら皮肉混じりに問い、更に最近早朝に踊っているのをカルミデスに目撃されたと述べる。カルミデスも同意し、最初は驚いたが、その後ソクラテスの話を聞いて、家に帰った後、腕の運動ぐらいは真似してみたと述べる。すると、すかさず道化者ピリッポスが、カルミデスの肩と足の貧弱さをパンに例えて揶揄する。
カリアスがソクラテスに、自分も一緒に踊りを学びたいと述べる。すると道化者ピリッポスが、自分も学びたいと、少年と踊り娘が踊っている中に飛び入りし、真似をしながら滑稽に踊る。

#### 「酒」について
道化者ピリッポスは、踊り疲れて横になると、喉が渇いたと召使いに大盃の酒を要求する。カリアスは皆も喉が渇いているとして、全員分の酒を要求する。
ソクラテスは、「酒は一方ではマンダラゲのように催眠効果があり、他方では火に注がれる油のように覚醒効果がある。しかし、雨を浴び過ぎると植物がダメになってしまうように、人間にとっての酒も適度が望ましい。」と主張する。
一同はそれに賛成したが、道化者ピリッポスは酌（酒つぎ）の作業だけは素速くするよう給仕たちに注文をつける。

### 第3章

#### 各自の誇りとするものについて
続いて少年は、竪琴を弾きながら歌う。
皆がそれを賞賛し、カルミデスが「酒と同様に、若者の美しさと音楽の結合も、苦痛を眠らせ、愛欲を目覚めさせる」とソクラテスに言う。
それを受けてソクラテスが、「確かに彼らは、我々を喜ばす力を持っているが、私は、我々自身が「彼ら若者たちより自分たちの方がはるかに優れている」と自認しているのを、知っているし、そんな我々が一緒にいながら、互いに益したり楽しませたりすることを試みないのは、恥ずべきことではないか。」と指摘する。
「ではどうしたらいいのか」と皆に問われたソクラテスは、カリアスがソクラテス等を饗宴に招待する際に、彼自身の知恵を見せると約束したのを引き合いに出し、それを実行して欲しいと述べる。
カリアスは、皆が同じように「各々の知っている（皆も益する）善いこと、誇りを持っているもの」を披露してくれるならと、条件を出し、ソクラテス等も承諾する。
そして一人ずつ、以下のように各自の誇りを述べていく。
- まずカリアスが、「正義」こそが自分にとっての（皆も益する）善いもの・誇りであると言う。（それに対して、アンティステネスが、「勇気」「知恵」は、時には友人にも国家にも有害だが、「正義」はそうなることはないと同意する。）
- 次にニケラトスが、父（ニキアス）に強制されて「ホメロスの『イーリアス』『オデュッセイア』を暗誦できるようになったこと」が誇りであると言う。（それに対して、アンティステネスが、吟誦詩人（ラプソドス）たちも同じように暗誦できるが、彼らほど愚かな連中は他にいないと指摘し、ニケラトスも同意する。そこでソクラテスが、それは彼らが詩の意味を知らないまま暗誦しているからであり、ニケラトスの場合は、多額の金を払ってホメロスの解釈家であるステシンブロトスやアナクシマンドロス等に教育を受けたので、事情が違うと擁護する。）
- 次にクリトブロスが、「美しさ」が誇りであると言う。（それに対して、ソクラテスが、それは皆を益するのか問うと、クリトブロスは当然だと応じる。）
- 次にアンティステネスが、「富」が誇りであると言う。（それに対して、ヘルモゲネスがその「富」の内容を尋ねると、アンティステネスは貨幣も土地も微々たる量しか持っていない（しかし、それでも自足できている）ことを告白する。）
- 次にカルミデスが、「貧乏」に誇りを持っていると言う。（それに対して、ソクラテスが、「貧乏」は「最も人の妬みを受けないし、争いの種にもならないし、保護しなくても無事であり、放置すれば一層強くなる」のだから魅力的だと指摘する。）
- 次にソクラテスが、（外港ペイライエウスで売春業が盛んなことに引っ掛けて）「取り持ちの仕事（仲介業・斡旋業）」に誇りを持っていると言う。（一同はそれを笑うが、ソクラテスはその技術を用いてその気になれば、多くの金銭を得ることもできることを知っていると主張する。）
- 次に道化者ピリッポスが、「笑いをもたらすこと」に誇りを持っているし、その誇りは、多くの観客を「泣かすこと」で思い上がっている悲劇俳優カリッピデスの誇りよりも、正当なものだと主張する。
- 次にリュコンが、「息子アウトリュコス」に誇りを持っていると述べる。
- 次にアウトリュコスが、「父リュコン」が誇りであると言う。（それに対して、カリアスが、「リュコンはペルシャ大王にどんなに財産を積まれても息子アウトリュコスを手放さないだろうから、リュコンは世の中で最も裕福である」と讃え、リュコンも同意する。）
- 最後にヘルモゲネスが、「友人たちの徳・能力・自分への気配り」を誇りだと言う。

### 第4章

#### カリアスの誇り（正義）の吟味
続いて、先に挙げた各人の誇りとするものを、1つずつ吟味・検証していくことを、ソクラテスが要求する。
まずカリアスの「正義（正しさ）」についての吟味から行われ、カリアスは、ソクラテス等が「正義（正しさ）」についての（哲学的な・頭でっかちな）議論に行き詰まり（アポリア）、途方に暮れている間、自分は「人々に金を与える（寄付・施しをする）ことで、実際に彼らをより正しい者にしている」と主張する。
すると、アンティステネスが立ち上がり、カリアスに批判的に「人間が正しさを持っているのは、魂の中か、財布の中か」と問う。カリアスは「魂の中」だと答える。
アンティステネスが、それではカリアスは「人々の財布の中に金を入れることで、人々の魂をより正しいものにしている」ということかと問うと、カリアスはそうだと答える。
アンティステネスが、なぜそういう理屈になるのか問うと、カリアスは「人々は、生活必需品を購入できるだけの財貨があると知っていれば、危険を冒してあえて悪事を行おうとは望まない」と指摘する。
アンティステネスが、ではその人々は、カリアスに金を返したり、感謝の気持ちを表したりするかと問うと、カリアスは「返さないし、表さないし、（劣等感から）むしろより一層自分（カリアス）を嫌う者すらいる」と答える。
アンティステネスは、やり込めるようにカリアスを見つめながら、「人々を、他の人々・他の事柄に対しては正しい者にできるのに、自分（カリアス）自身に対しては正しい者にできないのは、不思議なことだ」と皮肉を言う。
しかし、カリアスは、「他の人々のために家を作るが、自分は借家に住んでいるような（他者を益するのと同じような形で、自分自身を益することができない）大工・建築家も多くいるのだから、そうしたことは不思議なことではない」し、むしろやり込められているのはアンティステネスの方だと反論する。
ソクラテスも、「占い師たちも、他の人々のために未来を予言するが、自分自身の予見はできないと言われている」と、カリアスに同調し、アンティステネスに耐え忍ぶよう諌める。
この話はこれで終わった。

#### ニケラトスの誇り（ホメロス）の吟味
次に、ニケラトスの番となる。
ニケラトスは、「最高の知者ホメロスは、人間に関わることのほぼ全てを、詩に表したのであり、もし家政・演説・将軍術に長じたいとか、アキレウス・アイアス・ネストル・オデュッセウスのようになりたい等と望むのなら、ホメロスに精通している自分に何でも聞いてもらいたい」と述べる。
するとアンティステネスが、「ホメロスはアガメムノンを優れた王と褒めているが、あなたは「王の支配」について知っているのか」と問う。ニケラトスは、それだけではなく、馬車競争の勝ち方も、酒の肴に玉ねぎがいいこと等も知っていると応じる。
するとカルミデスが、「ニケラトスが（女性がキスするのを嫌がるであろう）玉ねぎの匂いをさせて帰ろうとするのは、妻に浮気してないことを信じさせるためだ」と冗談を言う。
するとソクラテスが、「玉ねぎの匂いをさせて帰ることは、浮気の疑惑は抑え込めるが、酒を飲みながら何か楽しみにふけっていたという評判を生む危険性がある」と指摘する。
それに対して、ニケラトスは、「闘鶏をする人々が、雄鶏にニンニクを食べさせてから戦わせるように、玉ねぎは戦いに出発する者にとって良い食べ物なので、そうした評判は心配いらない」と言う。

#### クリトブロスの誇り（美しさ）の吟味
次に、クリトブロスの番となる。
クリトブロスは、自分が「美しさ」に誇りを持っているのは、皆がいつも自分をそう褒めるので、それを信用して自負としているからでもあるが、同時に自分自身が、恋する少年クレイニアスの「美しさ」に魅せられているからでもあると述べる。
さらにクリトブロスは、「力の強い者」は肉体労働によって、「勇気ある者」は危険を冒して、「知恵ある者」は弁舌をふるって、善いものを手に入れなければならないが、「美しい者」はじっとしていてもあらゆることを成し遂げ得ることも、誇りであると言う。
また、「美しい者」に対しては、人々は自ら犠牲を捧げようとするので、それを利用してあらゆる徳へと導くことができると主張する。
そしてソクラテスに対して、自分は黙っていても、ソクラテスが説得するよりも早く、（芸人一座の）少年・少女に自分にキスさせることができると豪語する。ソクラテスは、それについては皆の話が終わった後に、少年・少女を裁定者として、再度改めて扱うことにしようと言う。

その後、しつこくクレイニアスについて言及したがるクリトブロスを嫌がるソクラテスに対して、ヘルモゲネスが「クリトブロスのクレイニアスに対する恋心に、気付いてないのか」と指摘すると、ソクラテスは「知っているし、クリトブロスがこんな状態になったのは、最近の話ではなく、ずっと以前からのことであり、彼の父親（クリトン）もそれに気付いて、自分に相談をしていたのであり、そしてクレイニアスを前にして（ゴルゴンを見た人々のように）硬直化してた頃と比べれば、これでもはるかに良い状態になったのだ」と答える。
さらにソクラテスは、「おそらくクリトブロスは、クレイニアスにキスもしてしまったと思われるが、キスこそは恋を燃え上がらせ、飽くことなく、甘い希望をもたらすものであり、節度を求める者は、若くて美しい者へのキスを慎まなければならない」と主張する。
すると、カルミデスが、「どうしてソクラテスは、我々友人を、美しい者たちから引き離そうとするのか」と疑問を挟みつつ、「以前、読み書きの先生のところで、ソクラテスとクリトブロスが一つの本で調べものをしていた際に、ソクラテスが頭と肩をクリトブロスに寄せていたのを見た」と、ソクラテスが下心・嫉妬心からそうしたことを言っているのではないかと匂わす冗談を言う。
ソクラテスは「なるほどそれで、獣に噛まれたように、5日以上も肩に痛みを感じていたのか」と応じ、クリトブロスに「ヒゲが生え揃って少年としての魅力が無くなるまで、自分（ソクラテス）に触れてはならない」と警告する冗談を言う。

#### カルミデスの誇り（貧しさ）の吟味
次に、カルミデスの番となる。
カルミデスは、自分が「貧しさ」に誇りを持つ理由は、自分がまだ裕福だった頃は、壁破り強盗や告発屋を恐れ、国からは「公共奉仕」（レイトゥールギア, 希: λειτουργία, leitourgia）として各種の支出を求められたし、財貨の国外流出を防ぐため外国行きも制限されたが、大した財産が無くなってしまった今では、それらに脅かされることも無いし、国内外の移動も自由だし、国が税金で自分を養ってくれ、ソクラテス等も含め誰と交際しても文句を言われないなど、自由人としての生活を謳歌できるからだと述べる。
カリアスが、「それでは、決して裕福にならぬよう祈り、その兆しがあれば災難避けとして神々に犠牲を捧げているのではないか」と問うと、カルミデスは、「そんなことはしないが、そうした機会が来たら（裕福にならぬよう）自制して耐えている」と答える。

#### アンティステネスの誇り（富）の吟味
次に、アンティステネスの番となる。
アンティステネスは、わずかな財産しかない自分が「富」を誇りとしているのは、人間は「富」や「貧しさ」を、「家の中」ではなく「心の中」に持っていると考えるからだと言う。
というのも、例えば、
- 非常に多くの財産を持ちながら、それに飽き足らず、更に資産を増やすために、いかなる苦労・危険も引き受けるような人々
- 兄弟で同額の遺産を相続していながら、一方はそれで自足しつつ上手くやり繰りして余裕があるのに、他方は浪費によって欠乏に陥る事例
- 莫大な財産がありながら、（窃盗、壁破り強盗、誘拐などを行う貧困犯罪者たちより悪辣な）家々の破壊、大量虐殺、他国への侵略・隷属化を行う専制君主たち

といったものを実際に多数目撃しているからであり、彼らは「多く所有し、多く食べるが、決して満ち足りないような人々」と同じ状態にあるように思えるし、哀れだとアンティステネスは言う。
それに対して、アンティステネス自身は、わずかな財産しかないが、空腹を満たし、喉の渇きを癒やし、寒さを防げる衣類や家、安眠できる寝床があること等、最低限の事柄で自足できるし、性的な相手に関しても身近な他の男が近づかないような女性相手でも満足できるので彼女たちも歓迎してくれると述べる。
そしてアンティステネスは、そんな自分の持ち物（富）の中で、最も価値のあるものは、「自分の欲求・需要を満たすための糧になるものを見極めて選択し、糧にならないものには着目しない能力（自制・分別・判断力）」であると主張する。例えばそれは、楽しく過ごしたい時に、欲してもいないのに市場で高価・上等なもの買うようなことを、しないで済ませることができるということであり、今も饗宴において喉が渇いているわけでもないのにタソス島の高級ぶどう酒を飲んでいるが、欲求が生じてからそれを満たすために飲む時とでは、快楽にとても大きな違いがあると述べる。
さらにアンティステネスは、
- そのようにして多くの持つよりも倹約に気を配る人々は、自分の持っているものに最も満足し、他人のものを最も求めない人々なので、そうでない人々よりもずっと正しいと言える
- この種の「魂の中の富」は、ソクラテスやアンティステネス自身が友人たちに出し惜しみなく分け与えていることからも分かるように、人々を気前よくもする
- またそうした（自制・自足・倹約できる）人々は、最も優雅な持ち物（富）である「時間の余裕」もいつも持つことができ、見るに値するものを見たり、聞くに値するものを聞いたり、ソクラテスと共に日を過ごしたりできる

と付け加える。
カリアスは、アンティステネスをうらやましく思う点が他にもあるが、特にうらやましいのが、
- そのような生活をしていても、国が彼を奴隷のように扱わない点
- 人々に貸し付けをしなくても、人々が怒らない点

であると、指摘する。
そこでニケラトスが、「自分はホメロスによって財産の重さと数を数えることを教えられたので、多くの富を絶えず求めているし、非常に金銭欲が強いとある人々に思われている」と、的を得た自嘲をしたので、一同は大笑いをした。

#### ヘルモゲネスの誇り（友人）の吟味
次に、ヘルモゲネスの番となる。
ヘルモゲネスは、自分が誇りとする、自分に好意・配慮を示してくれる友人（友）たちとは、（ギリシャ人も異民族も含め、皆が全知全能であると認めている）「神々」のことであり、神託や夢占いや鳥占いを通して、何をすべきで何をすべきでないかを示してくれるし、それに従う時には決して後悔しないが、かつてそれを信用せずに罰を受けたことがあると述べる。
するとソクラテスが、ヘルモゲネスはどのような仕方で神々を友として得ているのか問う。
ヘルモゲネスは、
- 神々を賞賛する
- 神々が与えてくれたものの一部を捧げる
- できるだけ敬虔な言葉を使う
- 神々を証人にする場合、故意には全く嘘をつかない

といった仕方だと答える。
ソクラテスは、万一それで神々を友にできるのなら、神々はおそらく立派な善いことを好むのだろうと応じる。

#### 道化者ピリッポスの誇り（道化）の吟味
次に、道化者ピリッポスの番となる。
道化者ピリッポスは、「人々は皆、私が道化だと知っているので、彼らに善いことが起きた場合、（盛り上げ役として）熱心に招かれるが、何か禍を被った場合には、意に反して笑わされたくないので忌避される」と、うまくいっている者ばかりを寄せ付ける「道化」の効用を挙げる。
するとニケラトスが、それに誇りを持つことは正しいことであり、逆に自分の場合は、うまくいっている友人たちは遠くに去っていくし、禍を被った人々は裕福な自分の財産を頼りに寄ってくると、自嘲する。

#### シュラクサイの男の誇りの吟味
次に、シュラクサイの男が、カルミデスによって指名された。
カルミデスが、シュラクサイの男が誇りに思っているのはその美少年であるか問うと、シュラクサイの男は否定し、少年に関しては、彼を破滅させようと企んでいる者たちがいるので、心配さえしていると答える。
ソクラテスがどういうことか問うと、シュラクサイの男は、「少年を破滅させようと企んでいる者たち」とは、「少年に、一緒に寝るよう言い寄ってくる者たち」のことだと弁明する。
ソクラテスが、「男と一緒に寝ること」が少年の破滅となるなら、シュラクサイの男も少年と一緒に寝ていないのかと問う。シュラクサイの男は、「毎晩一緒に寝ている」と答える。
ソクラテスは、シュラクサイの男だけが「一緒に寝る者を破滅させない肌」を生れながら持っているとしたら大変な幸運だし、その肌に誇りを持つのがふさわしいと、皮肉を言う。
シュラクサイの男は、それ（肌）には誇り持っていないし、自分が誇りを持っているのは、私の操り人形を見て、私に糧をくれる「愚かな人々（観客）」に対してだと返す。
そこで道化者ピリッポスが、なるほどこの間もシュラクサイの男が、神々に対して、どこにいようとも、「豊富な収穫」と「分別の不毛」を与えてくれるよう祈っているのを耳にしたと、冗談を言う。

#### ソクラテスの誇り（取り持ちの仕事）の吟味
最後に、ソクラテスの番となる。
カリアスがソクラテスに、なぜ先程、ひどく不名誉な技術（「取り持ちの仕事（売春の仲介業・斡旋業）」）に誇りを持つと言ったのか問う。
ソクラテスは、「女（娼婦）を取り持つにしろ、男（男娼）を取り持つにしろ、相手とする連中（客）を喜ばせる者にすることが、取り持ちが上手な者の仕事ではないか」と問う。皆も同意する。
さらにソクラテスは、「そのために取り持ち上手な者は、髪、衣服、目つき、話し方、言葉遣い等に関して、喜ばせるにふさわしいものを教える」と指摘する。皆も同意する。
続いてソクラテスは、「それでは、取り持つ者を、「一人を喜ばす者」にする者と、「多くの人を喜ばす者」にする者とでは、どちらが優秀であるか」と問う。皆は概ね後者を選ぶ。
するとソクラテスは、「もし取り持つ者を「国全体を喜ばす者」にできる者がいたら、その者は「取り持ちが完全に上手な者」と言えるのではないか」と指摘しつつ、「そしてもしある人が、自分の指導する者たちを、まさにそのような者にすることができるなら、その人が自分の技術に誇りを持つのは正しいし、多くの報酬をもらうにふさわしい」と、先程述べた意見の真意を明かす。皆も同意する。

さらにソクラテスは、その技術を自分はアンティステネスに授けたのであり、アンティステネスこそはまさにそのような者であり、彼が「取り持ち（公開的な売春の仲介・斡旋）」に随伴する技術である「引き合わせ（私的な売春の仲介・斡旋）」をやり遂げたのも見たことがあると、主張する。
それを聞いたアンティステネスは非常に腹を立てるが、ソクラテスがそれはアンティステネスが、
- 哲学を求めるカリアスと、金を必要としているプロディコスを引き合わせたこと
- 同じくカリアスと、ヒッピアスを引き合わせ、記憶術を学ばせたこと
- ソクラテスに、ヘラクレイアからの客人（画家ゼウクシッポスか）を賞賛して欲するようにしてから、引き合わせたこと
- ソクラテスと、プレイウスのアイスキュロス（不詳）の双方に対して互いを賞賛し、互いに求めるようにしたこと

などを指しているのだと弁明しつつ、このように「互いに有益な関係にある人たちを認識でき、彼らを相互に求め合うようにさせる力のある者」は、「諸国間を友好的にする」ことも、「適切な結婚を取り決める」こともできるのであり、国家にとっても、友人たちにとっても、非常に価値のある者であることを指摘する。
それを聞いてアンティステネスは、「もし自分がそういう力を持っているなら、自分の魂は「富」を積まれ過ぎている」と喜び、機嫌を直す。

### 第5章

#### ソクラテスとクリトブロスの美を巡る論争
誇りについての吟味が一通り終わり、クリトブロスとソクラテスが、先程の「美しさ」についての議論を再開させる。
まずソクラテスが、「美は人間にだけあるのか、他のものにもあるのか」と問う。クリトブロスは、「馬や牛のような動物、盾・剣・槍のような無生物にも、美はある」と答える。
ソクラテスは、「それらはどれも互いに似てないのに、どうして美しいものであると言えるのか」と問うと、クリトブロスは、「機能的にうまく作られているならば、それらも「美しい」（καλός, kalos, カロス）と言える」と、（「優秀/有用」という意味も持つ「καλός」の多義性を利用して）主張する。
するとソクラテスは、それを逆手に取って、「飛び出ている自分（ソクラテス）の目は、視野の広さでクリトブロスの目より機能的に優っており、美しいと言える」と主張する。クリトブロスが、「それでは、（飛び出た目を持つ）カニが、生物の中で最も美しい目を持っていることになる」と指摘すると、ソクラテスもその通りだと応じる。
クリトブロスが鼻はどうか問うと、ソクラテスは同じように、「平たくて上を向いている自分（ソクラテス）の獅子鼻は、あらゆる方向からの匂いを受け取れるし、目を遮ることもないので、高くて真っ直ぐなクリトブロスの鼻より機能的に優っていて美しい」と主張する。
すると今度はクリトブロスが先回りして、「口に関しては、ソクラテスの厚い唇は、キスの時により柔らかいだろうから、機能で言えば自分の負けである」と認める。ソクラテスは、「自分はロバよりひどい口を持っているような言われようだが、妖精であるニュンパイも、自分（ソクラテス）の方によく似ているシレノスたちを生んでいるのであり、それも自分（ソクラテス）がクリトブロスよりも美しい証拠として挙げることができる」と主張する。
クリトブロスは、もう反論できないし、ソクラテスとアンティステネスの「富（知恵）」が自分を圧倒するのではないか心配だと、冗談を言いつつ、少年・少女に判定のための投票を行ってもらうよう促す。
勝者の賞は審判者（少年・少女）からのキスであると決められる中、少年・少女によって投票が行われる。
開票すると、全てがクリトブロスへの支持票であり、ソクラテスは嘆きながら、「人々を正しくするカリアスの金と違い、（同じく裕福である）クリトブロスの金は、審判者を堕落させる力を持っている」と冗談を言う。

### 第6章

#### ヘルモゲネスの無作法
論争の勝者であるクリトブロスに、ある者は少年・少女からの勝利のキスを受け取るように勧め、ある者はその前に彼らの主人（シュラクサイの男）を説得するよう勧め、またある者は別の冗談を言う。
するとソクラテスがずっと沈黙しているヘルモゲネスに気づき、彼に「酒の席での無作法」が何であるかを尋ねる。ヘルモゲネスは「一緒にいる人たちを苦しませること」だと答える。するとソクラテスは、「今もヘルモゲネスの沈黙によって我々が苦しんでいること」を知っているか彼に問う。ヘルモゲネスは、ソクラテス等が間髪をいれずに話し続けているものだから、話に入って行けず沈黙している他ないのだと答える。
ソクラテスがカリアスに、ヘルモゲネスにやり込められている自分を助けることが可能か問う。カリアスは「我々は（演劇のように）笛の演奏がある間は黙ることができる」ので、可能だと冗談で答える。
するとヘルモゲネスもそれに乗っかって、「それでは自分は、悲劇役者ニコストラトスのように、笛の伴奏に合わせて話さなければならないのか」と問う。するとソクラテスも便乗して、「そうしてもらいたいし、笛吹き娘のように身振りを加えるなら、なお良い」と冗談で返す。
さらにカリアスが、「それではアンティステネスが饗宴の席で誰かをやり込める場合の笛の曲は、どういうものになるか」と問う。アンティステネスは、（相手を嘲笑する）甲高いひゅうひゅうという音がふさわしいと冗談で返す。

#### シュラクサイの男の無作法
すると、ソクラテス等が自分たちの会話に夢中で、演目に関心を示さないことに苛立ったシュラクサイの男が、ソクラテスにつっかかる。（ちょうど前年（紀元前423年）に上演されたばかりの、ソクラテスが揶揄されているアリストパネスの喜劇『雲』の内容にちなんで）ソクラテスに、あなたは「思索家（空想家）」と呼ばれているかのソクラテスかと、あえて尋ねる。
ソクラテスが、「無思索な者」と呼ばれるよりは、その呼び名の方が良いと返答すると、シュラクサイの男は（『雲』の中で描かれているように）「自然哲学的・無神論的な思索家（空想家）」であると思われてないとすれば、確かにそうだろうと、やり返す。
ソクラテスが、「それでは、神々よりも天空の高いところにあるものを、何か知っているのか」と問うと、シュラクサイの男は、「ソクラテスは神々よりも「最も無益な事柄 (anōphelestatōn)」に関心を持っていると、人々は（『雲』の影響で）話している」と述べる。
するとソクラテスは、その言葉をもじって、「神々が天上から（anōthen）雨や光をもたらし、我々を益している（ōphelousin）こと」に関心を持っているのなら、やはり自分は神々に関心を持っていることになると、冗談で返しつつ、もし自分がつまらないことを言っているとしたら、その原因は自分を煩わせているシュラクサイの男の側にあると指摘する。
それでもシュラクサイの男は引き下がらず、（『雲』の内容にちなんで）ノミの歩幅で自分たちの距離を教えてくれるよう要求する。

#### 道化者ピリッポスの無作法
そこでアンティステネスが、喩えが上手な道化者ピリッポスに、シュラクサイの男を「悪口を言いたがる人」に喩えるようけしかける。道化者ピリッポスも乗り気で、他の多くのものにも喩えることができると応じる。しかしソクラテスが（道化者ピリッポスまで「悪口を言う人」に似てしまわないように）やめるよう制止する。
道化者ピリッポスが、それならシュラクサイの男を、彼より立派な人・善い人に喩えれば、自分は「悪口を言う人」ではなく「賞賛する人」になるのではないかと抵抗する。ソクラテスは、「より善い人」に喩えるということは、シュラクサイの男の「劣位」を前提とするわけで、やはり「悪口」になってしまうと指摘する。
道化者ピリッポスが、それでは逆に、シュラクサイの男を、彼より劣悪な者に喩えることを望んでいるのかと問うと、ソクラテスはそうでもないと答える。
道化者ピリッポスが、それでは誰にも喩えないことを望んでいるのかと問うと、ソクラテスはそうだと答える。
道化者ピリッポスが、しかし黙っていては饗宴にふさわしいことを行えないと言うと、ソクラテスは、「言うべきでないことのみ黙っていればいい」のだから、容易だと指摘する。
こうして酒の席での無作法は鎮まった。

### 第7章

#### ソクラテスによる演目変更要求
さらに道化者ピリッポスを煽る者と諌める者がいたが、ソクラテスが場を収めるために皆で歌を歌うことを提案し、一同は歌を歌った。
歌が終わる頃に、芸人一座が次の演目に使う「ろくろ」を持ち込んできた。おそらく踊り娘が回転するろくろの上で読み書きをする演目だとソクラテス等には予想された。
そこでソクラテスはシュラクサイの男に、「少年・少女が気楽に時を過ごせて自分たちも楽しめるような演目を望んでいるし、剣の輪へと宙返りしたり、回転するろくろの上で読み書きしたり、体をねじった踊りといったものはそういうものではない」として、饗宴の酒席にふさわしい、カリテス（優美の女神たち）、ホーライ（季節の女神たち）、ニュンパイ（精霊たち）のような踊りの演目を要求する。
シュラクサイの男も了承する。

### 第8章

#### ソクラテスによる愛についての演説
シュラクサイの男が、次の演目の準備のため、拍手喝采されながら部屋を出て行く。
するとソクラテスが、「諸君、偉大なる神霊であり愛の神であるエロースのことを、我々は忘れずにいるのが当然なのではないか、我々は皆この神の信奉者なのだから」と、愛についての演説を開始する。
ソクラテスは、「皆がエロースの信奉者」だというのは、
- 私（ソクラテス）は、常に誰かを愛している
- カルミデスは、多くの年長愛者（エラステース）を獲得したし、自らも愛童（パイディカ）たちを求めていた
- クリトブロスは、今なお愛童（パイディカ）でありながら、もう自分の愛童（パイディカ）たちを求めている
- ニケラトスは、妻を愛しているし、妻からも愛されている
- ヘルモゲネスは、「立派な善いこと」への愛で満ちている

からだと指摘しつつ、アンティステネスに対して、「君だけは何も愛していないのか」と冗談を言う。
アンティステネスは、いつものように「ソクラテスを大いに愛している」と真面目に答え、ソクラテスをまごつかせる。話を逸らさないで欲しいと食い下がるアンティステネスを制しつつ、ソクラテスは続いて、カリアスとアウトリュコスに話題を移す。

#### カリアスへの勧奨的演説

##### 「肉体への愛」と「魂への愛」の区別
ソクラテスは、カリアスとアウトリュコスはどちらも有名な父親を持ち、本人たちも名の通った者同士なので、カリアスがアウトリュコスを愛していることは、国全体が知っているし、外国人の多くも知っていると指摘する。
そしてカリアスに対して、贅沢にふける者でも、柔弱な意気地無しでもなく、皆に強さ・忍耐力・勇気・節度を示すアウトリュコスを愛していることに感心するし、それはカリアス自身の性質でもあると讃える。
さらにソクラテスは、愛の神アプロディーテーには、呼称・祭壇・神殿・犠牲式も含め、「肉体への愛」を司る「通俗(パンデーモス)のアプロディーテー」と、「魂・友情・美しき行いへの愛」を司る「天上(ウーラニアー)のアプロディーテー」という2種類の区別があるが、カリアスは後者の愛に憑かれていると指摘する。なぜなら、先に挙げたアウトリュコスの性質に加え、彼とのこうした会合に父親リュコンを受け入れるほどに、その交際が公開的・健全だからだと。
するとヘルモゲネスが、「ソクラテスはカリアスを喜ばせながら、彼に本来あるべき姿を教えている」と指摘し、感心する。

##### 「肉体への愛」と「魂への愛」の比較
ソクラテスは、ヘルモゲネスの指摘を認めつつ、「カリアスをより一層喜ばせるために、「魂への愛」が「肉体への愛」よりはるかに優れていることを証明したい」と、話を続ける。
ソクラテスは、
- 「魂への愛」は自発的で献身的なものだが、「肉体への愛」は相手の性質を(余分なものとして)とがめ嫌う
- 「肉体への愛」は老化や飽きによって衰えるが、「魂への愛」はそのようなことがない

ことを指摘しつつ、さらに、「そうした「魂への愛」を持った年長愛者（エラステース）は、愛童（パイディカ）からも愛し返されるし、「肉体への愛」に基づく関係の場合にはそうはならない」ということを、
- 年長愛者（エラステース）から自分が「立派な善い者」と思われてることや、彼が自身の美徳に対して真剣であること、若さの盛りを過ぎて病気になったり醜くなっても彼の愛情が変わらないこと等を知った愛童（パイディカ）は、年長愛者（エラステース）を嫌いになりようがないし、愛し返さずにはいられない。
- さらに、そうして共に愛し合っている者同士は必然的に、互いを見ては喜び、好意的に話し合い、信頼し合い、思いやり、共に喜び、共に苦しみ、健康な時は一緒に嬉しく過ごし、病気の時はより絶え間なく一緒にいようとし、共にいない時は共にいる時よりも一層気にかけるようになる。
- しかし、肉体にのみ執着している年長愛者（エラステース）は、自分だけの欲望を追求し、愛童（パイディカ）には最大の恥辱を与え、その身内の者たちから彼を遠ざけようとし、説得によって相手の魂を堕落させるので、愛童（パイディカ）には嫌われるし愛し返されることがない。
- また、売春行為に及ぶ少年は、当然のことながら相手に対して、市場の商人が買い手に対して持つ程度の思いしか持つことはない。

といった具合に指摘する。

さらにソクラテスは、
- 「魂への愛」に基づく関係からは、ひどいことは何一つ生じないが、「肉体への愛」に基づく関係では、数多くの不敬虔なことがなされている。
- 「魂への愛」に基づき、しかるべき言動を教育する者は、ケイローンやポイニクスがアキレウスに尊敬されたように尊敬されるが、「肉体への愛」に基づき、常にキスや愛撫を求めてばかりいる者は、物乞いのように扱われる。
- 「肉体への愛」に基づく者は、「農地の賃借人」のように可能な限りそこから収穫することばかりを考えるが、「魂への愛」に基づく者は、「農地の所有者」のように可能な限りの献身をしてその土地をより多くの価値があるものにしようとする。
- 愛童（パイディカ）の側も、肉体を差し出せさえすれば年長愛者（エラステース）を支配できると分かっている者は、他のことでも軽率に振る舞うが、自分が「立派な善い者」でなければ年長愛者（エラステース）の愛情を保てないと理解している者は、自身の徳に気を配る。（したがって、愛童（パイディカ）を善くしたい年長愛者（エラステース）は、自らも徳を修めて善くあらねばならないし、自分自身が劣悪なことをしていれば、愛童（パイディカ）もまたそれに似た者になってしまう。）

といった話を付け加える。

##### 「ギリシア神話」と「軍隊」の例示
続いてソクラテスは、神々や半神たちも、「肉体への愛」より「魂への愛」を重んじていることを示したいと、
- ゼウスは、その姿形ゆえに愛した人間の女たちは死すべき状態のままにしたが、ディオスクーロイやガニュメーデースのように、その善い魂に感心した者は不死なる者にした。
- アキレウスは、パトロクロスを男色の相手ではなく友人として考え、死んだ彼の仇をきわめて目立つやり方で討った（と、ホメロスによって描かれている）。
- オレステースとピュラデース（英語版）、テーセウスとペイリトゥース、その他多くの優れた半神たちも、寝床を共にするからではなく、互いに感心し合うから、立派な事柄を一緒にやり遂げられた（と、讃歌の中で称えられている）。

といった話を付け加える。

そしてソクラテスは、「今日の立派な行いは全て、名声より快楽を選ぶような人々ではなく、賞賛のために喜んで苦労・危険を負う人々によって、成されているのではないか」と主張しつつ、しかし悲劇詩人アガトーンの年長愛者（エラステース）であるパウサニアスは、放縦にふける人々を弁護して、
- 「軍隊も、（肉体関係で結びついた）年長愛者（エラステース）と愛童（パイディカ）が一緒に配置される格好で構成されれば、最も勇敢なものになるだろう」

と主張し、さらにアテーナイと同じような少年愛が行われているテーバイやエーリスの人々も同じ考えであるとして自説を正当化していると、批判する。
パウサニアスは、「テーバイやエーリスでは、戦いにおいて、年長愛者（エラステース）が寝床を共にする愛童（パイディカ）をそばに配置する」と言ったが、これは彼らの慣習であり、「年長愛者（エラステース）から離されると（監視の目が無いと）、愛童（パイディカ）が善い行いを果たさないのではないかと、疑っているからではないか」と、ソクラテスは指摘する。
それに対して、「ラケダイモーン（スパルタ）の人々は、愛童（パイディカ）が外国人と一緒に置かれ、年長愛者（エラステース）と一緒に置かれなくても、そばにいる者を見捨てることを恥じるように、彼らを教育する」と、ソクラテスは指摘する。
そしてソクラテスは、「自分の財産・子供・恩恵を託するには、どちらの愛童（パイディカ）を選べばいいか」を考えれば、皆同じ意見になる（すなわち、ラケダイモーン（スパルタ）の側を選ぶ）ことになるだろうと、指摘する。

##### 「国家に対する貢献」の勧奨
続いてソクラテスはカリアスに、「パンクラティオンで勝者と宣せられるために多くの苦労・苦痛に耐えられるだけの、名誉を愛するアウトリュコスを愛するようになったことを、神々に感謝すべき」としつつ、「そんなアウトリュコスが、もし自分や父親だけの名誉のみならず、友人たちを善くし、祖国の力を大きくすることにも十分な力ある者になろうと思っていて、ギリシア人の間でも異民族の間でも人々の視線を集め、有名になろうと思っているならば、そのことについての最善の協力者であると彼がみなす者を、彼は最大の敬意を持って扱うだろう」と指摘し、もしそんな彼に気に入られたいなら、
- どのようなことを心得ていたから、テミストクレースは（ペルシア戦争に勝利して）ギリシアを自由にするのに十分な力のある者になったのか
- どのようなことを知っていたから、ペリクレースは祖国の最大の助言者であると思われていたのか
- どのように知を愛し求めたから、ソローンはこの国のために最善の法を提出したのか
- どのようなことを練習するから、ラケダイモーン人（スパルタ人）は軍勢の最善の指揮者と思われているのか

等を考察し、調べなければならないと主張する。

さらにソクラテスは、「カリアスは、貴族の家柄で、エレクテウスの血統に属し、（ペルシア戦争のサラミス海戦にてギリシア軍を助力したと伝説される）エレウシスの秘儀におけるイアッコスの祭礼行列を司るケリュケス氏族の末裔であり、見た目も整った苦労に耐え得る体も持っているので、もしカリアスが望むのなら、アテーナイは直ちにカリアスの指揮に従うだろう」と主張する。
そして最後に、「生まれつき善い性質に恵まれていて、徳を意欲的に求める人々を、私はこの国と共に愛し続けている」ので、「酒宴でのふさわしさを超えて真剣に話したと、皆に思われたとしても、驚かないでもらいたい」と述べつつ、演説を終える。

カリアスは自分を見つめるアウトリュコスを横目に見つつ、ソクラテスに対して、「あなたは、私が政治に携わり、常にこの国を喜ばす者であるように、私とこの国との仲を取り持とうとしているのではないか」と問う。
ソクラテスはそうだと肯定しつつ、「もしカリアスの徳への意欲が、偽りではなく、常に実際の行いにおいて示され、人々が認めるだけのものであるならば」と付け加える。

### 第9章

#### 性的演目と終宴
アウトリュコスとリュコンの父子が散歩のために退席しようとしていると、豪華な椅子が部屋の中に持ち込まれ、シュラクサイの男が、アリアドネーとディオニューソス夫婦の寝室を再現した演目を行うと言い出す。
まずアリアドネーに扮した踊り娘がやって来て座り、続いて笛の演奏を伴ってディオニューソス役の少年が踊りながら入ってきて、彼女の膝の上に座り、抱きしめてキスをする。
観客が盛り上がる中、二人は立ち上がって抱擁とキスを繰り返す。二人が本当に愛し合っているのではないかと観客が思うほどの迫真の演技を経て、二人は寝床へと向かうように立ち去る。
演目の興奮が残る中、未婚の者たちは結婚しようと思い、既婚の者たちは妻が恋しくなって馬を駆って帰路につく。残ったソクラテス等は、リュコン父子やカリアス等と共に散歩に出かけることにする。
この日の饗宴はこうして終わった。

## 日本語訳
- 『ソクラテスの弁明・饗宴』 船木英哲訳、文芸社、2006年（絶版）
  - 電子書籍：SW出版、2016年
- 「酒宴」-『ソクラテス言行録 2』 内山勝利訳、京都大学学術出版会〈西洋古典叢書〉、2022年

他は「家政管理論」、「ソクラテスの弁明」を収録